# Иголинский, Станислав Григорьевич
Станислав Григорьевич Иголинский (род. 26 сентября 1953, Саратов) ― российский пианист, Заслуженный артист РФ (1999).
В 1957 семья переехала в Ленинград, где Иголинский окончил ССМШ при консерватории по классам фортепиано и композиции. В 1971 поступил в Московскую консерваторию в класс М. С. Воскресенского (окончил в 1976, аспирантуру в 1978). Иголинский ― победитель четвёртого Всесоюзного конкурса пианистов в Минске (1972), лауреат вторых премий на пятом Международном конкурсе имени П. И. Чайковского (1974) и на Международном конкурсе имени королевы Елизаветы (1975). С 1979 ― солист Ленконцерта, много выступает в России и за границей, сотрудничает с ведущими мировыми оркестрами и дирижёрами. Помимо сольного исполнения, играет в ансамбле с братом ― скрипачом Владиславом Иголинским и с Квартетом имени Танеева. Записывался на фирмах «Мелодия», «Deutsche Grammophon» и других.
Преподавать начал в 1984 году в Ленинградской консерватории (до 1991, затем также в 2002―2005), с 2005 ― доцент Московской консерватории. Среди его учеников ― ряд российских пианистов и педагогов. Иголинский даёт мастер-классы, участвует в жюри российских и международных конкурсов.